# Reitteria lucifuga
Reitteria lucifuga is een keversoort uit de familie zwamkevers (Endomychidae). De wetenschappelijke naam van de soort werd in 1872 gepubliceerd door Leder.
Het kevertje wordt 1,35 tot 1,7 millimeter lang.
De soort komt voor in het zuiden van Italië, Algerije, Cyprus en Turkije.